# Su Weide
Dans ce nom chinois, le nom de famille, Su, précède le nom personnel.
Pour les articles homonymes, voir Su.
Su Weide (苏炜德), né le 19 mars 2000 dans la Zibo, Shandong, est un gymnaste artistique chinois.

## Carrière
En 2017, il devient champion junior d'Asie à Bangkok sur l'agrès individuel sol et médaille d'argent au concours général par équipe.
En 2023, il participe aux championnats du monde 2023 où il contribue à la médaille d'argent au concours général par équipes ; qualifié en finale individuel en barre fixe, il décroche une médaille de bronze avec un score total de 14,500 points.